# Sebastian Szymański
Sebastian Szymański, né le 10 mai 1999 à Biała Podlaska en Pologne, est un footballeur international polonais qui évolue au poste de milieu offensif au Fenerbahçe SK.

## Biographie

### Carrière en club

#### Legia Varsovie
Né à Biała Podlaska en Pologne, Sebastian Szymański est formé au Legia Varsovie. Il fait ses débuts en professionnel le 20 août 2016 lors d'un match d'Ekstraklasa face à l'Arka Gdynia. Il entre en jeu à la place de Jarosław Niezgoda mais le Legia s'incline (1-3). Il inscrit son premier but en championnat le 3 mars 2017, lors d'une victoire (1-3) de son équipe face au Zagłębie Lubin. Lors de sa première saison avec les professionnels, il remporte son premier titre, celui de vainqueur de l'Ekstraklasa 2016-2017 avec son club formateur.
Il joue son premier match de coupe d'Europe le 12 juillet 2017 face à l'IFK Mariehamn. Une rencontre de qualification pour Ligue des champions que le Legia remporte pas trois buts à zéro. Il inscrit son premier but dans cette compétition lors du match retour le 19 juillet suivant face à cette même équipe, et le Legia s'impose par six buts à zéro. Lors de l'Ekstraklasa 2017-2018 il remporte à nouveau la compétition. Cette saison-là, lui et son club gagnent également la Coupe de Pologne.

#### Dynamo Moscou

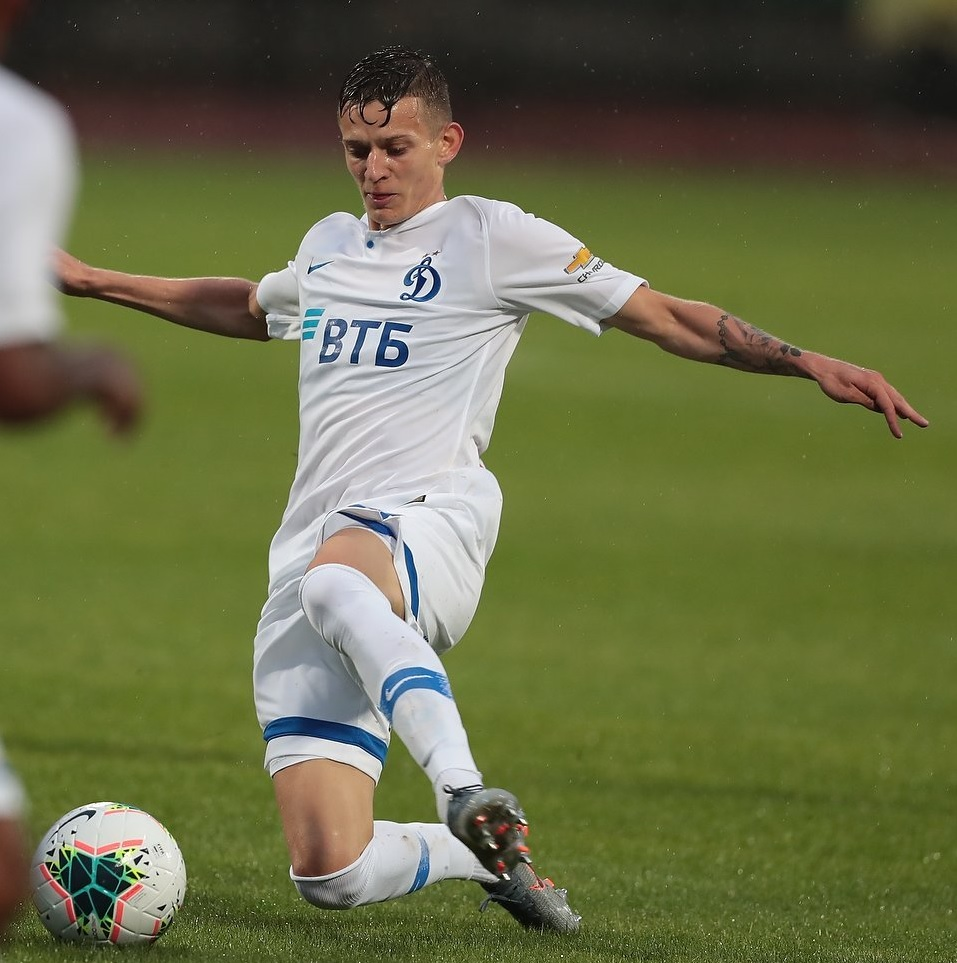
Sebastian Szymański avec le Dynamo Moscou en juillet 2019.

Sebastian Szymański est recruté à la fin du mois de mai 2019 par le club russe du Dynamo Moscou pour un montant estimé entre 5,5 et 7 millions d'euros. Il joue son premier match sous ses nouvelles couleurs le 12 juillet 2019, lors de la première journée de la saison 2019-2020 de Premier-Liga contre l'Arsenal Toula. Il est titularisé et les deux équipes se neutralisent (1-1). Il inscrit son premier but le 9 novembre 2019 contre le FK Rubin Kazan, en championnat. Il donne la victoire à son équipe en marquant le seul but de la partie.
Szymański entame la saison 2020-2021 en délivrant deux passes décisives le 10 août 2020, lors de la première journée du championnat, contre le FK Oural Iekaterinbourg. Il permet ainsi à son équipe de remporter la partie sur le score de deux buts à zéro.
Il annonce son départ du club le 30 mai 2022 à l'issue de l'exercice 2021-2022.

#### Feyenoord Rotterdam
Le 22 juillet 2022, Sebastian Szymański est prêté par le Dynamo Moscou au Feyenoord Rotterdam pour une saison avec option d'achat,.
Szymański inscrit son premier but pour le Feyenoord le 27 août 2022, lors d'une rencontre de championnat face au FC Emmen. Entré en jeu à la place de Orkun Kökçü, il participe à la victoire de son équipe (4-0 score final).

#### Fenerbahçe SK
Le 12 juillet 2023, Sebastian Szymański rejoint la Turquie afin de s'engager en faveur du Fenerbahçe SK. Il signe un contrat de quatre ans, soit jusqu'en juin 2027,.

### En sélection
Avec les moins de 17 ans, il inscrit deux buts, contre l'Espagne et la Belgique.
Le 1er septembre 2017, Szymański fête sa première sélection avec l'équipe de Pologne espoirs face à la Géorgie. Il se fait remarquer en délivrant deux passes décisives lors de cette rencontre, contribuant à la victoire de son équipe (0-3).
En mai 2018, il fait partie de la pré-liste de 35 joueurs de l'équipe nationale A retenue pour la Coupe du monde 2018, mais il n'est finalement pas retenu dans la liste finale des 23 qui vont disputer la compétition en Russie.
Il inscrit son premier but avec les espoirs le 20 novembre 2018, face au Portugal. Les Polonais l'emportent sur le score de trois buts à un.
Le 21 mars 2019 lors du match amical face à l'Angleterre il inscrit le but égalisateur d'une frappe du gauche en pleine lucarne sur coup franc direct, permettant à son équipe de faire match nul (1-1).
Le 9 septembre 2019 Sebastian Szymański honore sa première sélection avec l'équipe nationale de Pologne lors d'une rencontre face à l'Autriche. Il entre en jeu à la place de Kamil Grosicki lors de ce match où les deux équipes se neutralisent (0-0). Le 19 novembre de la même année face à la Slovénie, pour sa cinquième apparition sous le maillot de la Pologne, Szymański inscrit son premier but en équipe nationale. Titularisé au poste d'ailier droit, il ouvre le score dès la 3e minute de jeu en reprenant d'une frappe du gauche de l'extérieur de la surface un ballon mal repoussé par la défense slovène. Les Polonais s'imposent sur le score de trois buts à deux ce jour-là.
Le 10 novembre 2022, il est sélectionné par Czesław Michniewicz pour participer à la Coupe du monde 2022.
Le 8 juin 2024, il figure dans la liste des 26 joueurs polonais retenus par Michał Probierz pour participer à l'Euro 2024.

## Statistiques
| Saison                | Club                       | Championnat           | Championnat | Championnat | Championnat | Coupe(s) nationale(s) | Coupe(s) nationale(s) | Coupe(s) nationale(s) | Supercoupe | Supercoupe | Supercoupe | Compétition(s) continentale(s) | Compétition(s) continentale(s) | Compétition(s) continentale(s) | Compétition(s) continentale(s) | Total | Total | Total |
| Saison                | Club                       | Division              | M.          | B.          | P.d.        | M.                    | B.                    | P.d.                  | M.         | B.         | P.d.       | Comp.                          | M.                             | B.                             | P.d.                           | M.    | B.    | P.d.  |
| 2016-2017             | Legia Varsovie             | Ekstraklasa           | 10          | 1           | 0           | 1                     | 0                     | 0                     | 1          | 0          | 0          | -                              | -                              | -                              | -                              | 12    | 1     | 0     |
| 2017-2018             | Legia Varsovie             | Ekstraklasa           | 21          | 4           | 2           | 6                     | 3                     | 0                     | 1          | 0          | 0          | C1+C3                          | 3+2                            | 1+0                            | 2+0                            | 33    | 8     | 4     |
| 2018-2019             | Legia Varsovie             | Ekstraklasa           | 34          | 2           | 6           | 3                     | 0                     | 0                     | 1          | 0          | 0          | C1+C3                          | 2+2                            | 0+0                            | 0                              | 42    | 2     | 6     |
| Sous-total            | Sous-total                 | Sous-total            | 65          | 7           | 8           | 9                     | 3                     | 0                     | 3          | 0          | 0          | -                              | 9                              | 1                              | 2                              | 86    | 11    | 10    |
| 2019-2020             | FK Dynamo Moscou           | Premier-Liga          | 22          | 1           | 1           | 1                     | 0                     | 0                     | -          | -          | -          | -                              | -                              | -                              | -                              | 23    | 1     | 1     |
| 2020-2021             | FK Dynamo Moscou           | Premier-Liga          | 28          | 1           | 5           | 2                     | 0                     | 0                     | -          | -          | -          | C3                             | 1                              | 0                              | 0                              | 31    | 1     | 5     |
| 2021-2022             | FK Dynamo Moscou           | Premier-Liga          | 27          | 6           | 7           | 5                     | 0                     | 0                     | -          | -          | -          | -                              | -                              | -                              | -                              | 32    | 6     | 7     |
| Sous-total            | Sous-total                 | Sous-total            | 77          | 8           | 13          | 8                     | 0                     | 0                     | -          | -          | -          | -                              | 1                              | 0                              | 0                              | 86    | 8     | 13    |
| 2022-2023             | Feyenoord Rotterdam (prêt) | Eredivisie            | 29          | 9           | 4           | 2                     | 0                     | 0                     | -          | -          | -          | C3                             | 9                              | 1                              | 3                              | 40    | 10    | 7     |
| 2023-2024             | Fenerbahçe SK              | Süper Lig             | 37          | 10          | 11          | 2                     | 0                     | 0                     | -          | -          | -          | C4                             | 16                             | 3                              | 7                              | 55    | 13    | 18    |
| 2024-2025             | Fenerbahçe SK              | Süper Lig             | 34          | 3           | 6           | 2                     | 1                     | 0                     | -          | -          | -          | C1+C3                          | 4+12                           | 1+2                            | 1+3                            | 52    | 7     | 10    |
| 2025-2026             | Fenerbahçe SK              | Süper Lig             | 1           | 0           | 0           | 0                     | 0                     | 0                     | -          | -          | -          | C1                             | 2                              | 0                              | 1                              | 3     | 0     | 1     |
| Sous-total            | Sous-total                 | Sous-total            | 72          | 13          | 17          | 4                     | 1                     | 0                     | -          | -          | -          | -                              | 34                             | 6                              | 12                             | 110   | 20    | 29    |
| Total sur la carrière | Total sur la carrière      | Total sur la carrière | 244         | 37          | 42          | 26                    | 4                     | 0                     | 3          | 0          | 0          | -                              | 53                             | 8                              | 15                             | 326   | 49    | 57    |

## Palmarès
Legia Varsovie
- Champion de Pologne en 2017 et 2018.
- Vainqueur de la Coupe de Pologne en 2018.

 Dynamo Moscou
- Finaliste de la Coupe de Russie en 2022.

 Feyenoord Rotterdam
- Championnat des Pays-Bas en 2023.